# Burbiškis
Burbiškis (hist., pol. Burbiszki) – wieś na Litwie położona w rejonie oniksztyńskim okręgu uciańskiego, 8 km na wschód od Onikszt nad jeziorem Rubiki (Rubikiai).

## Historia

### Własność
Burbiszki po raz pierwszy pojawiają się w dokumentach w 1690 roku, kiedy dobra te należały do podskarbiego pińskiego Trojana Niepokojczyckiego. Na początku XVIII wieku majątek należał już do Akademii Wileńskiej, w 1729 roku zarządzał nim w imieniu Akademii jezuita Mateusz Woronicz. W okolicach połowy XVIII stulecia Burbiszki znalazły się w rękach rodziny Węcławowiczów, wiadomo że w 1752 roku Stanisław Węcławowicz (~1700-?) herbu Wadwicz, oficer wojsk Wielkiego Księstwa Litewskiego żonaty od 1730 roku z Elżbietą Kott (~1710-?) herbu własnego, zamówił u architekta Pawła Giżyckiego projekt siedziby dworskiej w tym majątku, projekt ten jednak nie został od razu zrealizowany. Prawdopodobnie kolejnym właścicielem majątku był syn Stanisława Jan, a po nim – jego syn, Iwon (który postawił tu w 1784 roku dwór, zaprojektowany przez Pawła Giżyckiego 32 lata wcześniej). Następnym właścicielem majątku był Onufry Węcławowicz (1805–1880), żonaty z Filipiną z Horwatów (1810–?) herbu Pobóg. Mieli oni czterech synów: Daniela, Henryka, Stanisława i Onufrego. Henryk i Onufry junior wzięli udział w powstaniu styczniowym, po jego upadku zostali aresztowani: Henryk został skazany na 3 lata, a Onufry dostał wyrok śmierci, później zmieniony w wyniku starań rodziny na 12 lat syberyjskiej katorgi. Onufry już nie wrócił do Burbiszek, zmarł w Petersburgu w 1883 roku. Po śmierci Onufrego seniora Burbiszki odziedziczył jego syn Henryk (1828–1897), żonaty z Marią Komarówną z Bejsagoły (1841–1897), a następnie ich syn Zygmunt (1870–1927), dwukrotnie żonaty: ze Stefanią Marią Zdziechowską (1863–1915) herbu Rawicz, a następnie z Marią Węcławowicz (~1870–?), córką Ottona i Matyldy z Pac-Pomarnackich. Zygmunt Węcławowicz nie miał męskiego potomka, miał natomiast cztery córki (po dwie z każdego małżeństwa). Zygmunt zapisał Burbiszki swojemu stryjowi Danielowi (1849–1923), który w 1899 roku ożenił się po raz drugi, biorąc za żonę Ludwikę Jadwigę Onoszkównę (1861 – po 1932). Po śmierci męża w 1923 roku Ludwika z Onoszków Węcławowiczowa zarządzała majątkiem, ale formalnym jego właścicielem był syn Daniela z pierwszego małżeństwa Otton Węcławowicz. Mieszkał on jednak w Paryżu i w 1931 roku przekazał pełnomocnictwa do zarządzania Burbiszkami swojej macosze. 
Około 1880 roku majątek liczył około 1500 ha, w 1900 roku – już tylko 433 dziesięcin (czyli 470 ha), a w wyniku litewskiej reformy rolnej został okrojony do 82 ha. Ponieważ nie dawał już odpowiednich dochodów, Ludwika Węcławowiczowa sprzedała go w 1932 roku rolnikowi Piotrowi Kriaučinisowi. Pałac i 8 ha ziemi w tymże roku kupił reemigrant z USA ksiądz Franciszek (Pranciškus) Zabiela (1876–1936). 

### Przynależność administracyjna
| rok  | liczba ludności |
| ---- | --------------- |
| 1902 | 38              |
| 1923 | 103 (folwark)   |
| 1959 | 161             |
| 1970 | 162             |
| 1975 | 165             |
| 1979 | 263             |
| 1984 | 196             |
| 1989 | 238             |
| 2001 | 284             |
| 2011 | 286             |

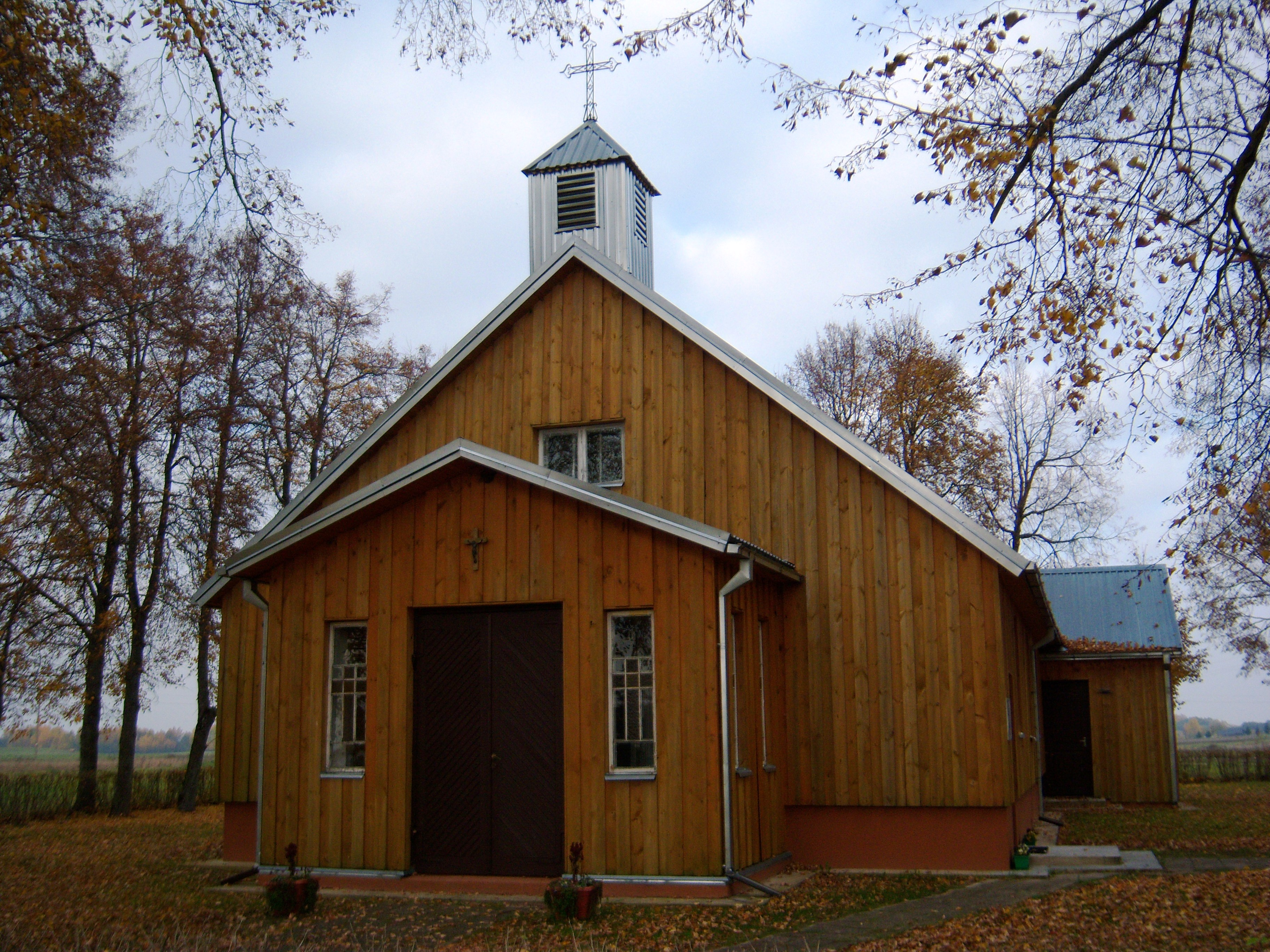
Kościół w Burbiszkach, 2013

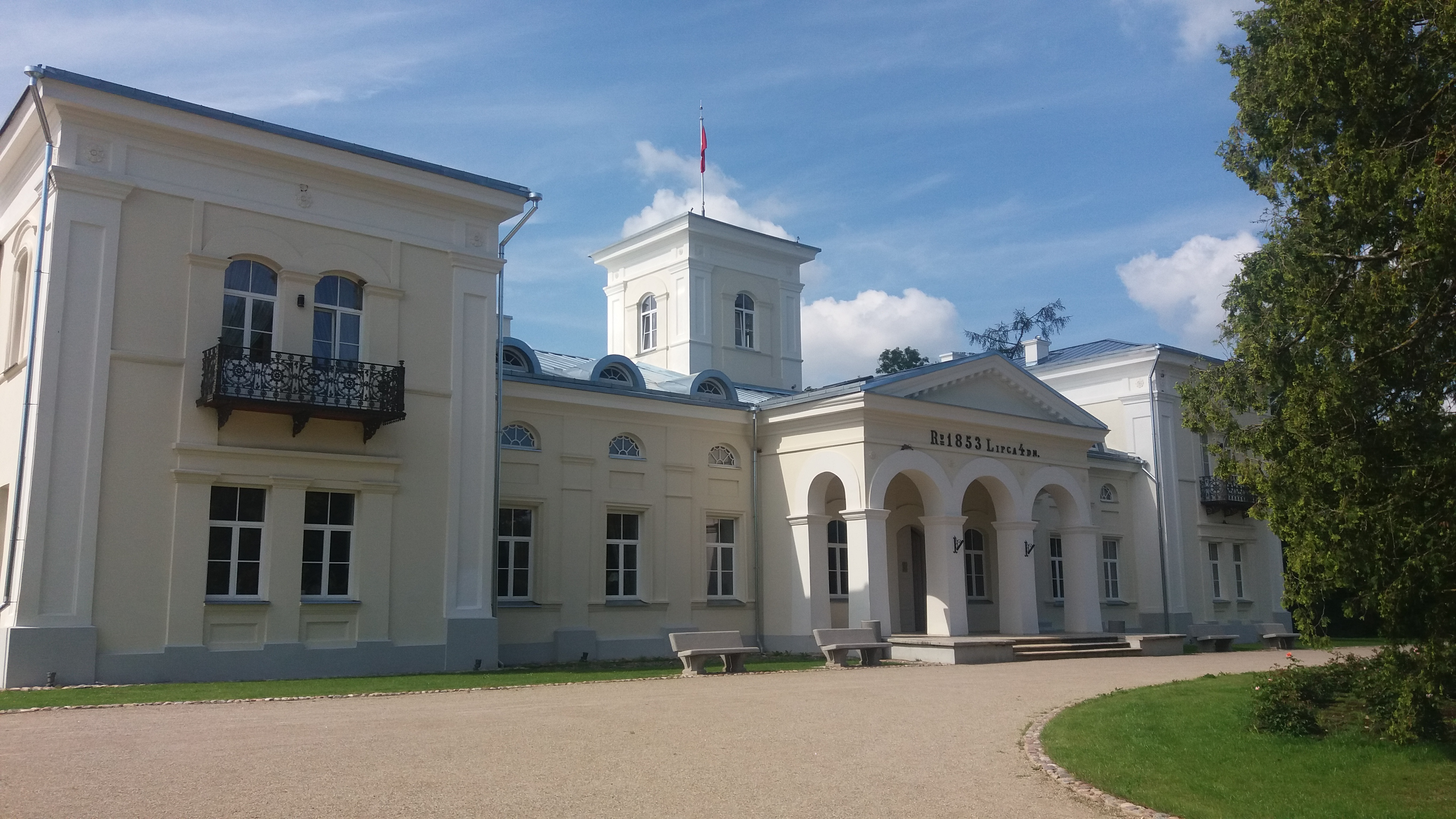
Pałac, elewacja frontowa, 2016

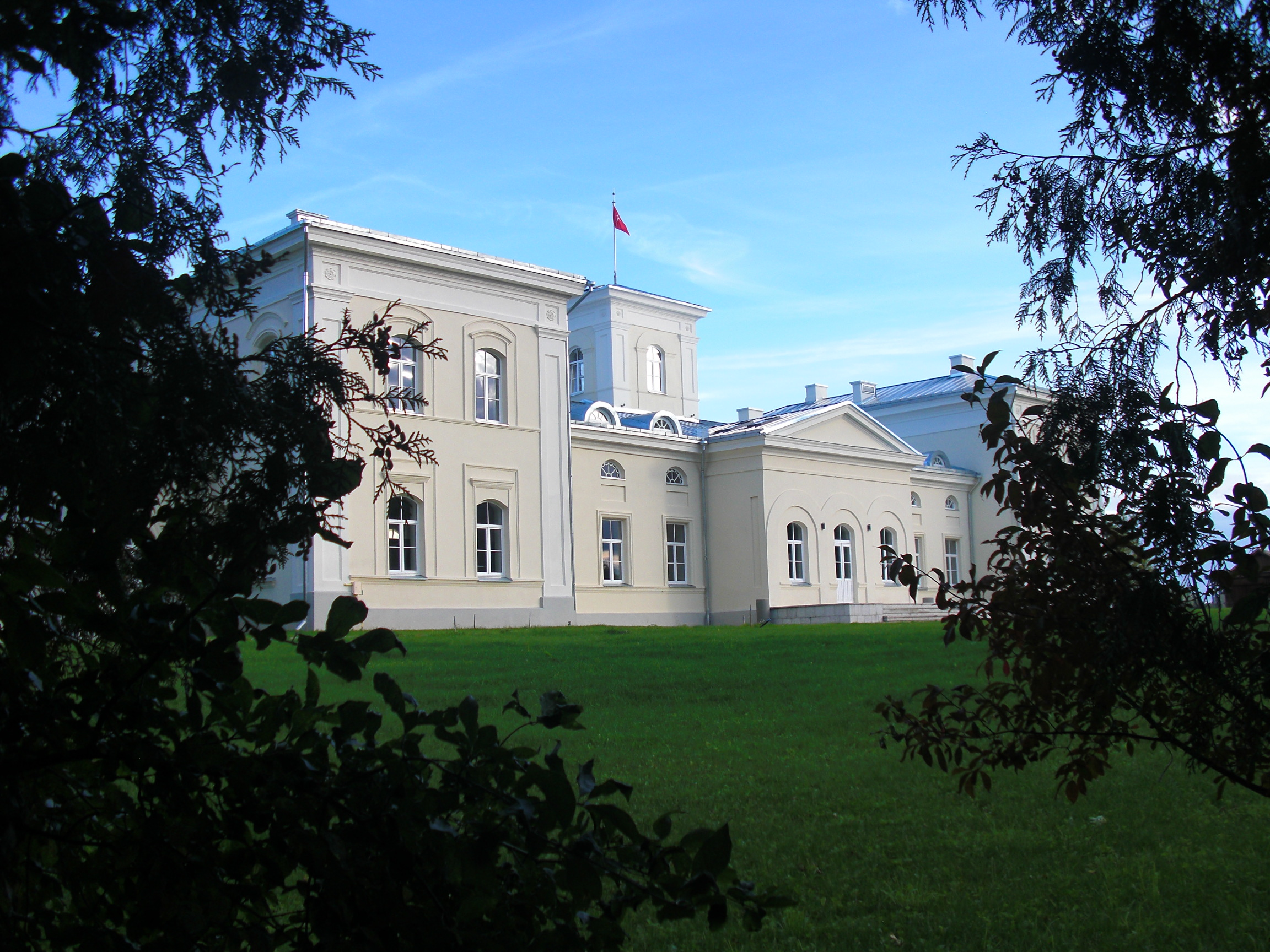
Pałac, elewacja ogrodowa, 2014

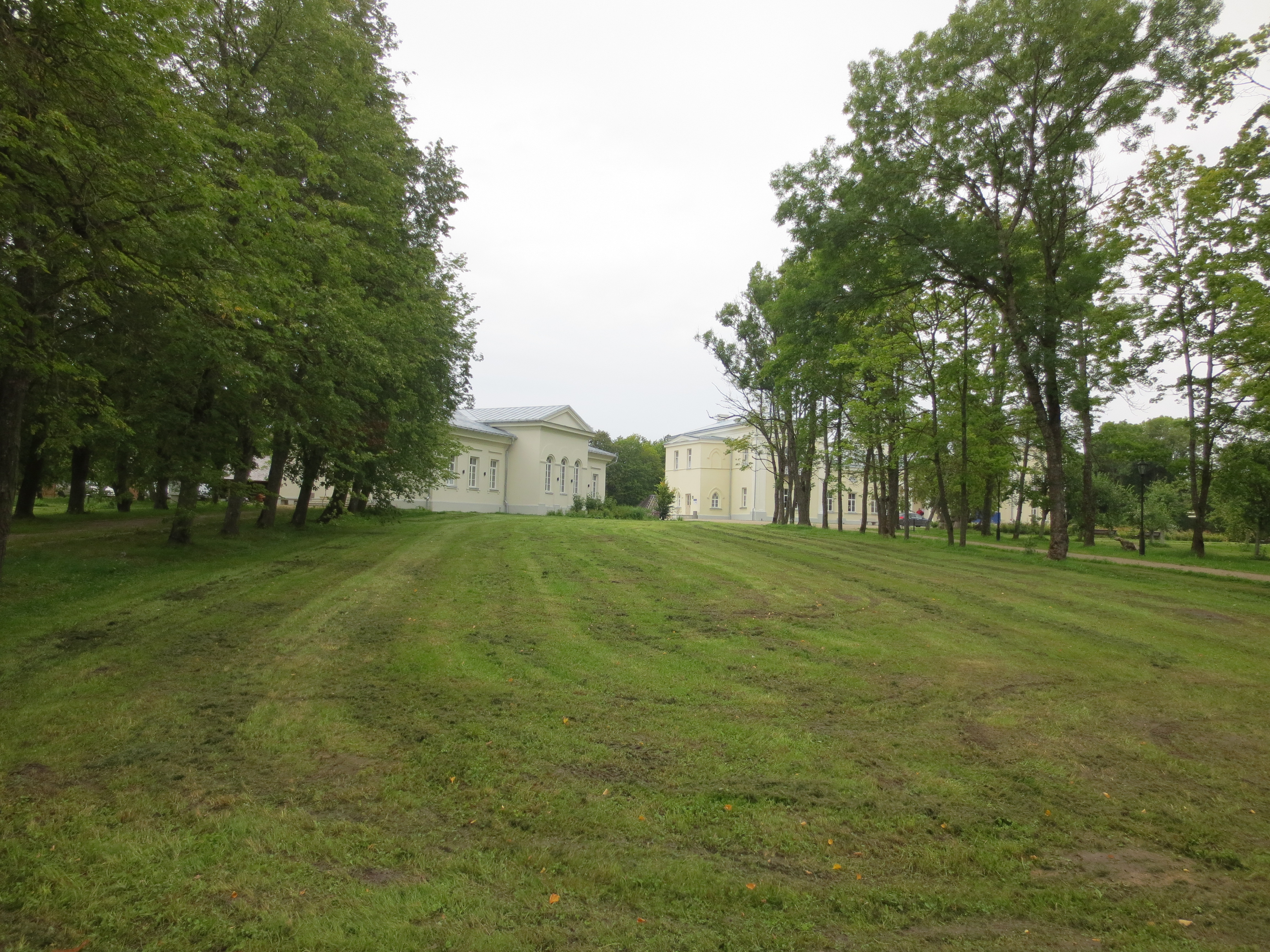
Oficyna pałacowa i park, 2016

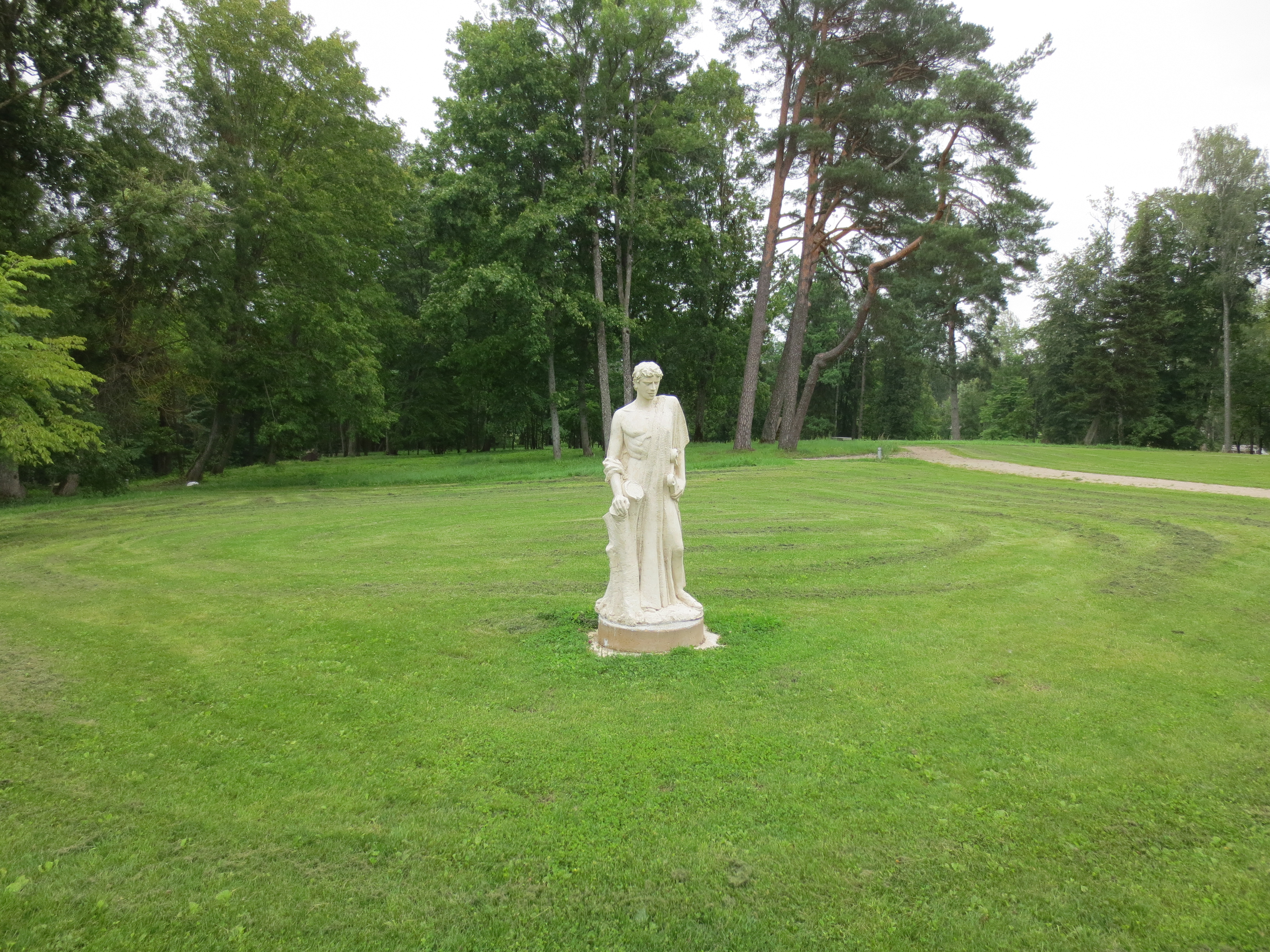
Fragment parku, 2016

- W I Rzeczypospolitej – powiat wiłkomierski województwa wileńskiego Rzeczypospolitej[5];
- po III rozbiorze Polski (od 1795 roku) majątek należał do gminy Onikszty (parafia Onikszty) w powiecie wiłkomerskim (ujeździe) guberni wileńskiej (w latach 1797–1801 guberni litewskiej), a od 1843 roku guberni kowieńskiej Imperium Rosyjskiego[3][4];
- po I wojnie światowej wieś należała do Litwy, która w okresie 1940–1990, jako Litewska Socjalistyczna Republika Radziecka, wchodziła w skład ZSRR;
- od 1990 roku wieś leży na terenie niepodległej Litwy;

### XX i XXI wiek
Na przełomie XIX i XX roku w majątku była katolicka kaplica domowa. Ksiądz Zabiela utworzył w kupionym przez siebie pałacu kościół (na jego pierwszym piętrze). W 1933 roku powstała parafia w Burbiszkach i w tym samym roku kościół został konsekrowany pod wezwaniem Imienia Serca Jezusa. Władze radzieckie zamknęły kościół w 1947 roku. W 1955 roku wzniesiono tu istniejący do dziś drewniany kościół katolicki. Obok kościoła stoi drewniana dzwonnica.
Ksiądz Zabiela uruchomił również w pałacu szkołę podstawową, która w latach 1947–1958  działała jako progimnazjum, później w latach 1958–1960 jako szkoła średnia, potem, w latach 1960–1994 – siedmiolatka, a od 2002 roku – ponownie jako szkoła podstawowa, oddział edukacji podstawowej szkoły średniej w Onyksztach.
We wsi funkcjonuje również poczta i dom spokojnej starości.

## Pałac
Onufry Węcławowicz senior zbudował tu w 1853 roku nowy pałac. Był to budynek stojący na wysokiej podmurówce, z dziewięcioosiowym, parterowym korpusem głównym, pokrytym dwuspadowym dachem z niewielkimi lukarnami w obu połaciach (po sześć w każdej z nich). Po obu stronach środkowej części stały boczne, dwukondygnacyjne skrzydła boczne pokryte gładkim dachem czterospadowym, tworzyły w elewacji frontowej dwuosiowe ryzality, a w elewacji ogrodowej bardziej występowały, tworząc kształt podkowiasty. Dodatkowe boczne drzwi prowadziły z ganków znajdujących się przed sześcioosiowymi elewacjami bocznymi: przed elewacją północno-wschodnią był ganek piętrowy, pokryty dachem dwuspadowym, a przed elewacją południowo-zachodnią – ganek parterowy, a nad nim duży balkon, otoczony żeliwną balustradą. Pokryta dachem namiotowym czworokątna wieża, górująca nad środkową częścią pałacu, została wzniesiona później – nie ma jej na zdjęciach sprzed 1939 roku.
W elewacji frontowej zaprojektowano portyk z czterema filarami o przekroju kwadratowym, połączonymi arkadami, nad którymi, na belkowaniu znalazła się data budowy pałacu (R. 1853 Lipca 4 dn.). Portyk jest zwieńczony trójkątnym, spłaszczonym frontonem, ozdobionym kroksztynowym gzymsem. Od strony ogrodowej odpowiednikiem portyku był środkowy, trójosiowy, wydatny ryzalit, również zwieńczony trójkątnym frontonem. Przed nim był niewielki taras, na który prowadziły z ogrodu szerokie, czterostopniowe, kamienne schody.
Obok głównego domu mieszkalnego, po jego lewej stronie stała dziewięcioosiowa, murowana oficyna, w tym samym stylu, co budynek główny. Na jej centralnej osi był nieco wyższy ryzalit zwieńczony trójkątnym przyczółkiem.
Dwudziestohektarowy park należał do największych i najpiękniejszych w okolicy. Leżał na terenie opadającym ku rzeczce Oniksztynce i jezioru Rubiki.
Ksiądz Zabiela utworzył w 1933 roku w pałacu kościół i szkołę.
Po 1990 roku władze litewskie zamierzały zwrócić pałac kurii metropolitalnej w Poniewieżu. Jednak budynek pałacowy był na tyle zniszczony, że oferta ta została odrzucona. Pałac został przejęty przez firmę „Livinta”, która w latach 2011–2014 przeprowadziła jego renowację, korzystając również z funduszy unijnych. Odnowiono między innymi oryginalne piece kaflowe i kominki, naścienne malowidła, sufitowe sztukaterie, drewniane drzwi. 
Obecnie w pałacu działa centrum konferencyjne, wystawowe i koncertowe. Na miejscu jest restauracja i część hotelowa.
Pałac, zabudowania folwarczne i fragmenty parku są wpisane do litewskiego rejestru zabytków.
Majątek Burbiszki został opisany w 4. tomie Dziejów rezydencji na dawnych kresach Rzeczypospolitej Romana Aftanazego.